# Nora von Collande
Nora von Collande, all'anagrafe Nora Maria von Mitschke-Collande (Berlino, 27 gennaio 1958), è un'attrice tedesca, impegnata prevalentemente in campo televisivo e teatrale.

## Biografia
Di origini nobili, Nora Maria von Mitschke-Collande è figlia dell'attore e regista Volker von Collande (1913-1990) e dell'attrice Irene Nathusius. È inoltre nipote dell'attrice Gisela von Collande (1915-1960).
Il suo ruolo televisivo più noto è quello di Susanna Mangold Rombach nella serie televisiva La casa del guardaboschi (Forsthaus Falkenau, 1992-2003). Ha inoltre partecipato come guest-star a varie fiction televisive quali: St. Pauli-Landungsbrücken, Marienhof, Tatort, ecc.
In teatro, ha lavorato, tra gli altri, con Wolfgang Reichmann (1932-1991).

### Vita privata
Nora von Collande vive ad Amburgo con il compagno, il collega Herbert Hermann.

## Filmografia

### Televisione
- Tatort, serie televisiva, 2 episodi (1977 e 1993)
- St. Pauli-Landungsbrücken, serie televisiva, 1 episodio
- Kontakt bitte, serie televisiva (1983)
- Kinder unseres Volkes, film per la televisione (1983)
- Der Andro-Jäger, serie televisiva (1984)
- Das Geld liegt auf der Bank, film per la televisione (1990)
- Zwei Schlitzohren in Antalya, serie televisiva (1991)
- Vorsicht! Falke!, serie televisiva (1991)
- Happy Holiday, serie televisiva, 1 episodio (1993)
- Marienhof, soap opera, 3 episodi (1993)
- La casa del guardaboschi (Forsthaus Falkenau), serie televisiva (1993-2002)
- Das größte Fest des Jahres - Weihnachten bei unseren Fernsehfamilien, film per la televisione (1995)
- Soko 5113, serie televisiva, 1 episodio (1999)
- Jenny & Co., serie televisiva, 1 episodio (2001)

## Teatro
- Hochzeitsreise
- Vier linke Hände
- Meine Schwester und ich
- Heirat wider Willen
- Das Geld liegt auf der Bank
- Emilia Gallotti
- Das glückliche Paar
- Warte, bis es dunkel ist
- Käthchen von Heilbronn
- Leonce und Lena
- Huldigung für Scotty
- Na und
- Komm wieder kleine Sheba
- Wer hat Tante Myrtle gesehen
- Nathan der Weise

## Opere letterarie
- (DE) Turbulenzo, 2001.[Editore? Città? ISBN?]